# Tycodesmus medius
Tycodesmus medius är en mångfotingart som beskrevs av Cook 1895. Tycodesmus medius ingår i släktet Tycodesmus och familjen Gomphodesmidae. Inga underarter finns listade i Catalogue of Life.